# Kjellbergska huset
.

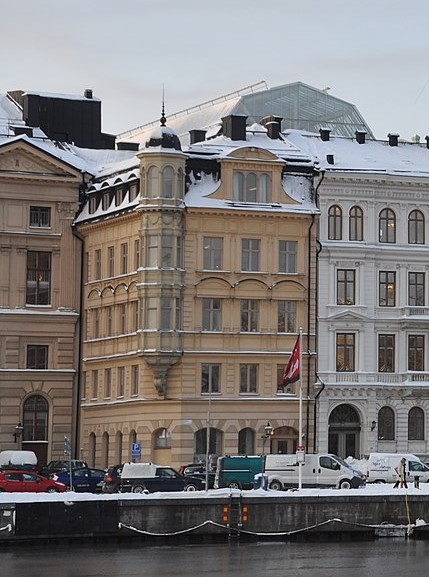
Kjellbergska huset vid Nybrokajen 13 på Blasieholmen.

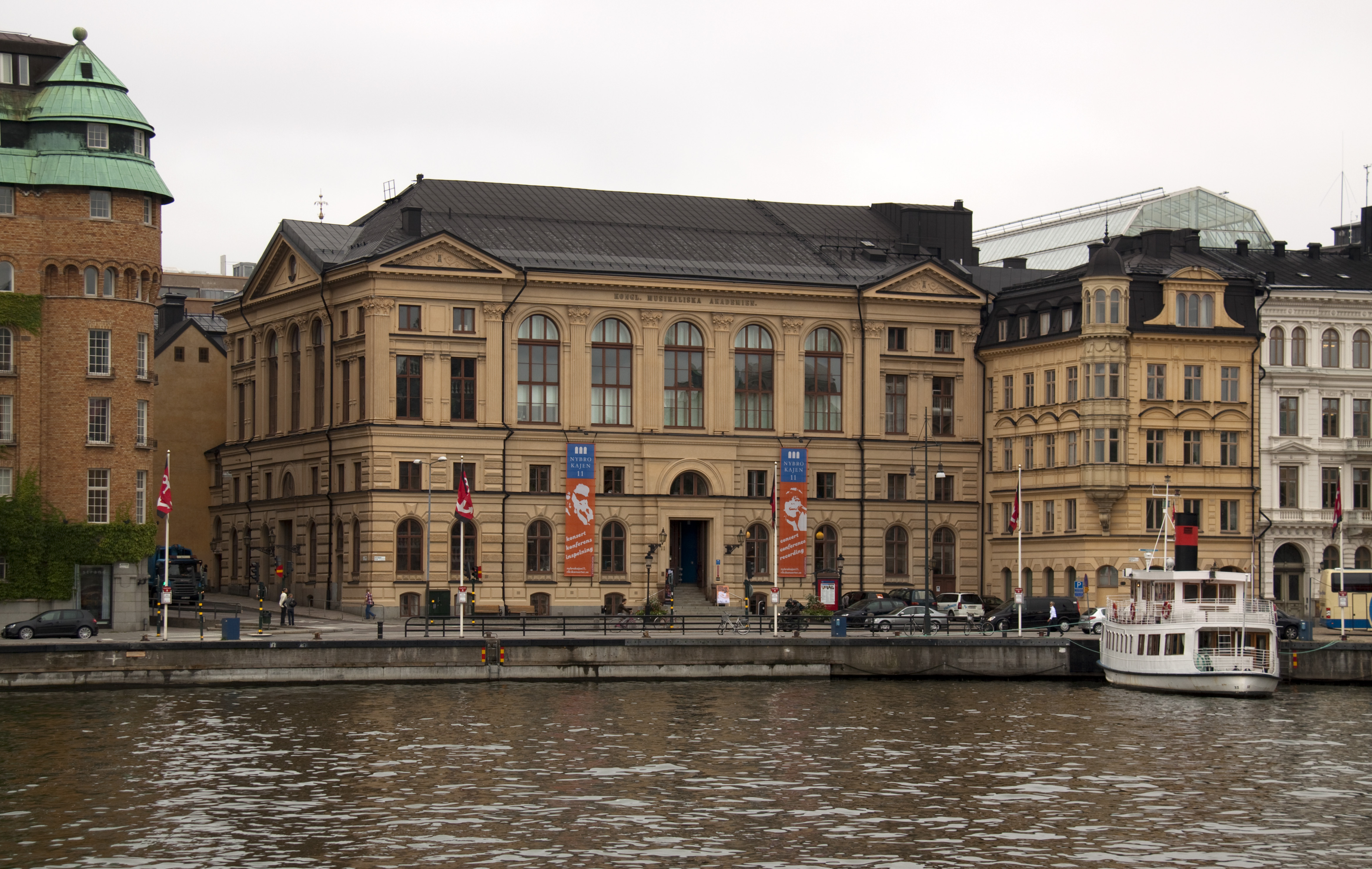
Kjellbergska huset till höger om Kungliga Musikaliska Akademiens hus, sett från Nybroviken i augusti 2010.

Kjellbergska huset är en kulturminnesmärkt byggnad på Nybrokajen 13 i Stockholm. 
Byggnaden uppfördes 1877 efter ritningar av arkitekt Johan Fredrik Åbom som bostad för medicinprofessorn Adolf Kjellberg. Byggnaden ritades i den för tiden typiska nyrenässansarkitekturen och är ett bra exempel på de privatpalats som den övre medelklassen lät bygga åt sig. 1926 förvärvades huset av Musikaliska akademien. Fastigheten är blåmärkt av Stadsmuseet i Stockholm, vilket innebär att den utgör "synnerligen höga kulturhistoriska värden".